# Melanie Hoffmann
Melanie Hoffmann (Haan, 29 de novembro de 1974) é uma futebolista alemã. Foi medalhista olímpica pela seleção de seu país.